# Pablo Sabbag
Pablo David Sabbag Daccaret (Barranquilla, 11 de junio de 1997) es un futbolista y cantante colombo-sirio. Juega como delantero y su euipo actual es Suwon FC de la K League 1 de Corea del Sur. Es internacional con la selección de fútbol de Siria.
Sabbag ha marcado varios récords al representar a su país, siendo el primer sirio que ha jugado en ligas de primera división de Colombia, Portugal y Perú, el cuarto en Argentina, el segundo en disputar la Copa Libertadores y el primero en anotar un gol en este certamen internacional.

## Vida personal
Es nieto de Orlando Víctor Daccaret, presidente del Junior de Barranquilla en 1982.

## Trayectoria

### Divisiones menores
Inició su carrera a los 14 años en la academia Atlético Colombia en Barranquilla y, a los 15 años, tuvo una breve experiencia en las divisiones juveniles de All Boys y River Plate en Argentina. En 2013 se incorporó a las divisiones menores del Deportivo Cali.
Debutó profesionalmente con el Deportivo Cali en la Categoría Primera A el 18 de febrero de 2016, en un encuentro frente a Fortaleza CEIF. Ese mismo año fue cedido a Orsomarso en la Primera B, donde marcó sus primeros goles como profesional. Regresó al Deportivo Cali en 2017.
En junio de 2018 fue cedido al Tondela de la Primeira Liga de Portugal, donde debutó oficialmente en agosto y marcó su primer gol en su segundo partido de liga. En 2019 pasó a La Equidad, club colombiano en el que jugó hasta principios de 2021, cuando fue cedido a Estudiantes de La Plata. Luego de su participación en la temporada 2020/21, el club argentino ejerció la opción de compra.
En julio de 2021 fue prestado por seis meses a Newell's Old Boys. Finalizado el vínculo, en enero de 2022 regresó a Colombia para una segunda etapa en La Equidad, participando en el Torneo Apertura y la Copa BetPlay.
En diciembre de 2022 fue transferido al Alianza Lima de Perú, con participación en la Liga 1 y la Copa Libertadores. Contribuyó a la obtención del Torneo Apertura en 2023, pero una lesión y un episodio disciplinario afectaron su continuidad en el Clausura. A pesar de no renovarse inicialmente su contrato, en diciembre de ese año fue extendido por una temporada más tras la llegada de un nuevo entrenador.
En 2025 se unió al Suwon FC de Corea del Sur, debutando oficialmente en febrero en un partido frente a Gwangju.

## Selección nacional
El 13 de diciembre de 2023, anunció que sería parte de la selección de Siria que compitió en la Copa Asiática 2023. El 30 de diciembre de ese mismo año fue parte de la nómina final de jugadores que disputarían el certamen. Al momento de su llamado, el DT Héctor Cúper dijo:
«Pablo es un jugador nuevo que hemos visto y analizado. Puede darnos mucho.»
Sabbag debutó con la selección siria el 5 de enero de 2024 estando todo el primer tiempo en un amistoso 1-1 ante Kirguistán. Marcó su primer gol tres días después en su segundo partido, en el empate 2-2 ante Malasia.

### Goles internacionales
| # | Fecha                   | Lugar                                           | Rival   | Gol   | Resultado | Competición                |
| - | ----------------------- | ----------------------------------------------- | ------- | ----- | --------- | -------------------------- |
| 1 | 8 de enero de 2024      | Estadio Grand Hamad, Doha, Qatar                | Malasia | 1 - 1 | 2 - 2     | Amistoso                   |
| 2 | 9 de septiembre de 2024 | GMC Balayogi Athletic Stadium, Hyderabad, India | India   | 3 - 0 | 3 - 0     | Copa Intercontinental 2024 |

## Estadísticas

### Clubes
Actualizado al último partido disputado el 17 de junio de 2025.
| Club                              | Div.          | Temporada     | Liga  | Liga  | Copas nacionales | Copas nacionales | Copas internacionales | Copas internacionales | Total | Total | Media goleadora |
| Club                              | Div.          | Temporada     | Part. | Goles | Part.            | Goles            | Part.                 | Goles                 | Part. | Goles | Media goleadora |
| --------------------------------- | ------------- | ------------- | ----- | ----- | ---------------- | ---------------- | --------------------- | --------------------- | ----- | ----- | --------------- |
| Orsomarso · Colombia              | 2.ª           | 2016          | 13    | 2     | —                | —                | —                     | —                     | 13    | 2     | 0.15            |
| Orsomarso · Colombia              | Total club    | Total club    | 13    | 2     | 0                | 0                | 0                     | 0                     | 13    | 2     | 0.15            |
| Deportivo Cali · Colombia         | 1.ª           | 2016          | 1     | 0     | 0                | 0                | —                     | —                     | 1     | 0     | 0               |
| Deportivo Cali · Colombia         | 1.ª           | 2017          | 11    | 1     | 5                | 3                | 1                     | 0                     | 17    | 4     | 0.24            |
| Deportivo Cali · Colombia         | 1.ª           | 2018          | 13    | 2     | 0                | 0                | 1                     | 0                     | 14    | 2     | 0.14            |
| Deportivo Cali · Colombia         | Total club    | Total club    | 25    | 3     | 5                | 3                | 2                     | 0                     | 32    | 6     | 0.19            |
| C. D. Tondela Portugal            | 1.ª           | 2018-19       | 5     | 1     | 2                | 0                | —                     | —                     | 7     | 1     | 0.14            |
| C. D. Tondela Portugal            | Total club    | Total club    | 5     | 1     | 2                | 0                | 0                     | 0                     | 7     | 1     | 0.14            |
| La Equidad · Colombia             | 1.ª           | 2019          | 9     | 0     | 2                | 0                | —                     | —                     | 11    | 0     | 0               |
| La Equidad · Colombia             | 1.ª           | 2020          | 21    | 7     | 1                | 1                | —                     | —                     | 22    | 8     | 0.36            |
| La Equidad · Colombia             | 1.ª           | 2021          | 4     | 2     | —                | —                | —                     | —                     | 4     | 2     | 0.5             |
| La Equidad · Colombia             | 1.ª           | 2022          | 44    | 15    | 3                | 0                | 1                     | 0                     | 48    | 15    | 0.31            |
| La Equidad · Colombia             | Total club    | Total club    | 78    | 24    | 6                | 1                | 1                     | 0                     | 85    | 25    | 0.29            |
| Estudiantes de La Plata Argentina | 1.ª           | 2021          | 8     | 1     | —                | —                | —                     | —                     | 8     | 1     | 0.13            |
| Estudiantes de La Plata Argentina | Total club    | Total club    | 8     | 1     | 0                | 0                | 0                     | 0                     | 8     | 1     | 0.13            |
| Newell's Old Boys Argentina       | 1.ª           | 2021          | 6     | 0     | —                | —                | —                     | —                     | 6     | 0     | 0               |
| Newell's Old Boys Argentina       | Total club    | Total club    | 6     | 0     | 0                | 0                | 0                     | 0                     | 6     | 0     | 0               |
| Alianza Lima · Perú               | 1.ª           | 2023          | 21    | 9     | —                | —                | 6                     | 1                     | 27    | 10    | 0.37            |
| Alianza Lima · Perú               | 1.ª           | 2024          | 16    | 4     | —                | —                | —                     | —                     | 16    | 4     | 0.25            |
| Alianza Lima · Perú               | Total club    | Total club    | 37    | 13    | 0                | 0                | 6                     | 1                     | 43    | 14    | 0.34            |
| Suwon F. C. Corea del Sur         | 1.ª           | 2025          | 16    | 5     | 0                | 0                | —                     | —                     | 16    | 5     | 0.31            |
| Suwon F. C. Corea del Sur         | Total club    | Total club    | 16    | 5     | 0                | 0                | 0                     | 0                     | 16    | 5     | 0.31            |
| Total carrera                     | Total carrera | Total carrera | 188   | 49    | 13               | 4                | 9                     | 1                     | 210   | 54    | 0.26            |

### Selección nacional
Actualizado al último partido disputado el 10 de junio de 2025.
| Selección | Año   | Amistosos | Amistosos | Copa Asiática | Copa Asiática | Copa Mundial | Copa Mundial | Eliminatorias Mundialistas | Eliminatorias Mundialistas | Total | Total |
| Selección | Año   | Part.     | Goles     | Part.         | Goles         | Part.        | Goles        | Part.                      | Goles                      | Part. | Goles |
| --------- | ----- | --------- | --------- | ------------- | ------------- | ------------ | ------------ | -------------------------- | -------------------------- | ----- | ----- |
| Siria     | 2024  | 5         | 2         | 4             | 0             | —            | —            | —                          | —                          | 9     | 2     |
| Siria     | 2025  | 0         | 0         | 1             | 0             | —            | —            | —                          | —                          | 1     | 0     |
| Siria     | Total | 5         | 2         | 5             | 0             | 0            | 0            | 0                          | 0                          | 10    | 2     |
| Total     | Total | 5         | 2         | 5             | 0             | 0            | 0            | 0                          | 0                          | 10    | 2     |

### Resumen estadístico
Actualizado al último partido disputado el 17 de junio de 2025.
| Competición          | Partidos | Goles | Promedio |
| -------------------- | -------- | ----- | -------- |
| Ligas Nacionales     | 188      | 49    | 0.26     |
| Copas nacionales     | 13       | 4     | 0.31     |
| Copa Internacionales | 9        | 1     | 0.11     |
| Selección de Siria   | 10       | 2     | 0.20     |
| Total en su carrera  | 220      | 56    | 0.25     |

## Palmarés

### Torneos nacionales
| Título          | Club         | País | Año  |
| --------------- | ------------ | ---- | ---- |
| Torneo Apertura | Alianza Lima | Perú | 2023 |

### Títulos internacionales
| Título                      | Equipo (*)         | Sede  | Año  |
| --------------------------- | ------------------ | ----- | ---- |
| Copa Intercontinental India | Selección de Siria | India | 2024 |

### Distinciones individuales
| Distinción                                             | Año  |
| ------------------------------------------------------ | ---- |
| Máximo goleador de la Supercopa Juvenil FCF (26 goles) | 2017 |
| Mejor jugador del Torneo Apertura                      | 2023 |